# 唐恩都乐
Dunkin' Donuts為世界上著名的甜甜圈連鎖店之一，创始于1950年美國麻薩諸塞州昆西市。目前，该公司总部位於麻薩諸塞州坎頓市。公司创始时主要是以甜甜圈与其他烘培食品为主，而现今大部分生意集中于咖啡销售，成为星巴克等連鎖咖啡店業者的主要竞争对手。

## 歷史
- 1950年，在美国波士顿近郊成立了名为"Open Kettle"的第一家甜甜圈及咖啡专卖店，不久之后改名为Dunkin' Donuts。[1]
- 1955年，开始在全美范围内的加盟事业。[1]
- 1970年，在海外第一家门店在日本开业。[1]
- 2007年，由三商行取得代理權第二度引進台灣，並在南京東路開設第一家分店。[1]
- 2008年，在中国大陆上海首家门店正式开幕。 [1]
- 2013年2月底，在台分店全數結束營業，正式退出台灣市場。
- 2015年1月8日快樂蜂佔60%和RRJ資本（RRJ Capital）旗下茉莉花資產控股佔40%合資財團與唐恩都樂簽訂合作協議，投資3億美元於20年內在中國大陸、香港和澳門擴充1400間分店。唐恩都樂（英語：Dunkin' Donuts）授予RRJ與快樂蜂的合資公司在福建、湖南、江西、廣東、海南、廣西、河北、山西、重慶、貴州、四川、雲南、黑龍江、吉林、北京，天津、香港和澳門的獨家經營權。
- 2020年12月15日，Inspire Brands完成對該公司的收购。[4]

## 地点

### 美国

目前於美国使用的商標

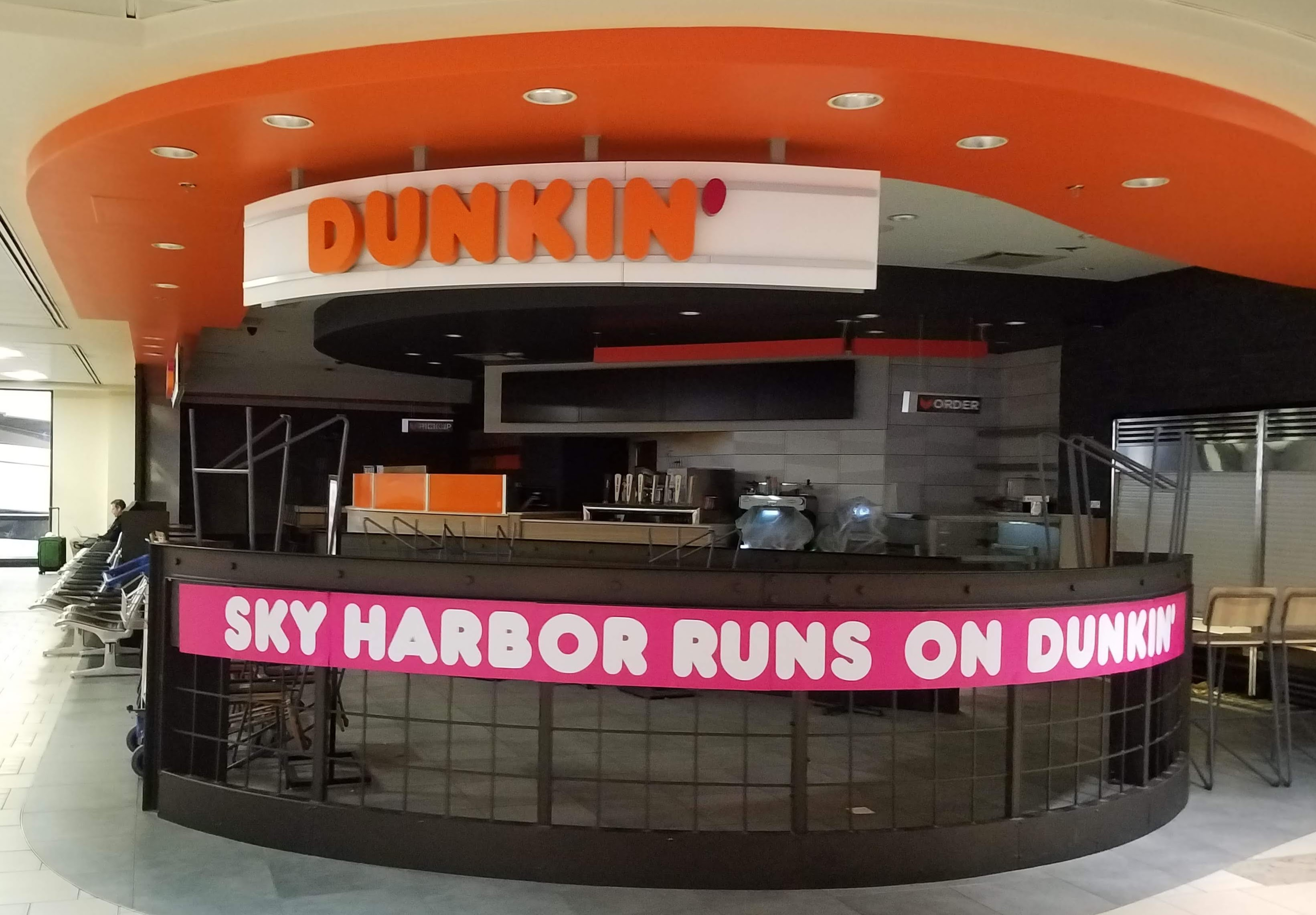
位於美國鳳凰城天港國際機場的店面

截至2017年2月9日，所有唐恩都乐店铺均为加盟连锁店。美国东北地区为唐恩都乐的起源地，也是其大本营。在这里，尤其是新英格兰地区，马萨诸塞州，唐恩都乐十分流行，街边单独的小店、加油站、超市、购物中心、机场、沃尔玛，甚至安可波士顿港赌场里，几乎在任何地方都能看到其连锁店。位于波士顿唐人街的连锁店并没有采用中国大陆或港台地区任何译名，而是使用邓勤圈饼和英文原名作为店名。
时至今日，唐恩都乐依旧在全美各地新开连锁店，包括其市场已经稳固的地区。2013年7月，唐恩都乐在纽约市开设了它的第500家分店，是其于巴斯金-罗宾斯联合开设的店铺。尽管其大多分店都在美国东北部，它在美国西海岸的市场也在缓慢扩张。密西西比河以西至少有82个加盟商，大部分在爱荷华州中部，它们计划在未来6年内新开20家新分店。除此以外，未来几年唐恩都乐打算在亚利桑那州、内华达州、新墨西哥州和德克萨斯州开设连锁店。

### 台灣
在歷史上Dunkin' Donuts曾兩次引進台灣，第一次是在1983年時，與關係品牌31冰淇淋一同引進並開始在台北市建立連鎖店面，當時採用的品牌中譯為當肯圈圈餅，與1985年時引進的唐先生圓圓圈（Mister Donuts）是主要競爭對手，但後因經營成效不佳，與31冰淇淋陸續退出台灣市場。2007年時，三商行成立子公司三商烘焙，取得Dunkin' Donuts代理權，第二次將此品牌引進台灣市場。由於時代趨勢的改變第二次引進時代理商直接採用英文品牌名不作翻譯，連鎖規模曾一度達到35家，但自2012年底陸續關閉各地分店並在2013年2月時全面結束營業，再度自台灣市場撤出。

## 主要产品
| - 咖啡 - 浓缩咖啡 - 美式咖啡 - 榛果美式 - 香草美式 - 焦糖美式 - 特调冰咖啡 - 拿铁&卡布奇诺 - 招牌拿铁 - 摩卡拿铁 - 焦糖拿铁 - 卡布奇诺 | - 蛋糕 - 苹果法式蛋糕 - 无花果法式蛋糕 - 巧克力蛋糕 - 贝果 - 甜甜圈 - 糖霜 - 蜜糖 - 巧克力 - 摩卡 - 黑森林心桥 - 奶油杏仁 | - 巧心贝 - 草莓之恋 - 巧克力波士顿 - 乐滋方心贝 - 肉桂苹果夹心 - 欧香圈 - 巧克力 - 抹茶 |

## 市場分佈

运营中
仅军事基地内
开拓中
已退出

截至2013年12月28日，唐恩都乐在美国拥有7677家分店，在世界上其他国家和地区共有3181家分店。.

### 營運中的市場
- 阿鲁巴
- 巴林
- 巴哈马
- 保加利亚
- 加拿大
- 开曼群岛
- 智利
- 中国大陆
- 哥伦比亚
- 埃及
- 德国
- 印度尼西亞
- 印度
- (SPC 巴黎贝甜)
- 科威特
- 黎巴嫩

- 马来西亚
- 墨西哥
- 新西兰
- 巴拿马
- 巴基斯坦
- 秘魯
- 菲律賓
- 波多黎各
- 阿曼
- 俄羅斯
- 沙烏地阿拉伯
- 西班牙
- 新加坡
- 泰國
- 阿联酋
- 美国
- 爱尔兰
- 比利时

### 已退出市場
- 阿根廷
- 玻利维亚
- 捷克
- 古巴
- 薩爾瓦多
- 希腊
- 匈牙利

- 以色列
- 義大利
- 荷蘭
- 尼加拉瓜
- 波蘭
- 羅馬尼亞
- 臺灣
- 千里達及托巴哥
- 土耳其
- 英国
- 委內瑞拉
- 日本 (1998年撤出後僅在美軍基地販售)

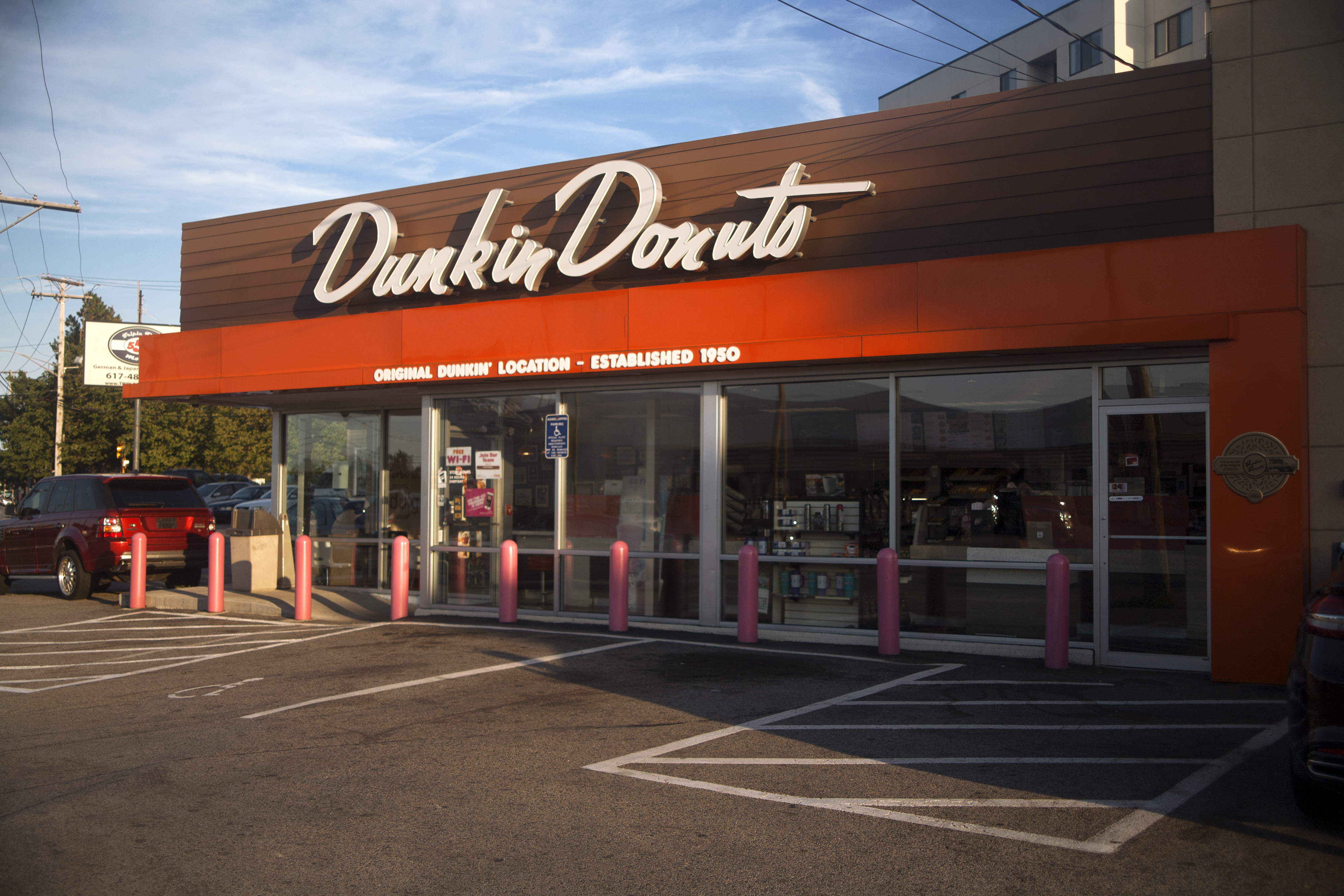
位于美国麻薩諸塞州昆西市的创始店
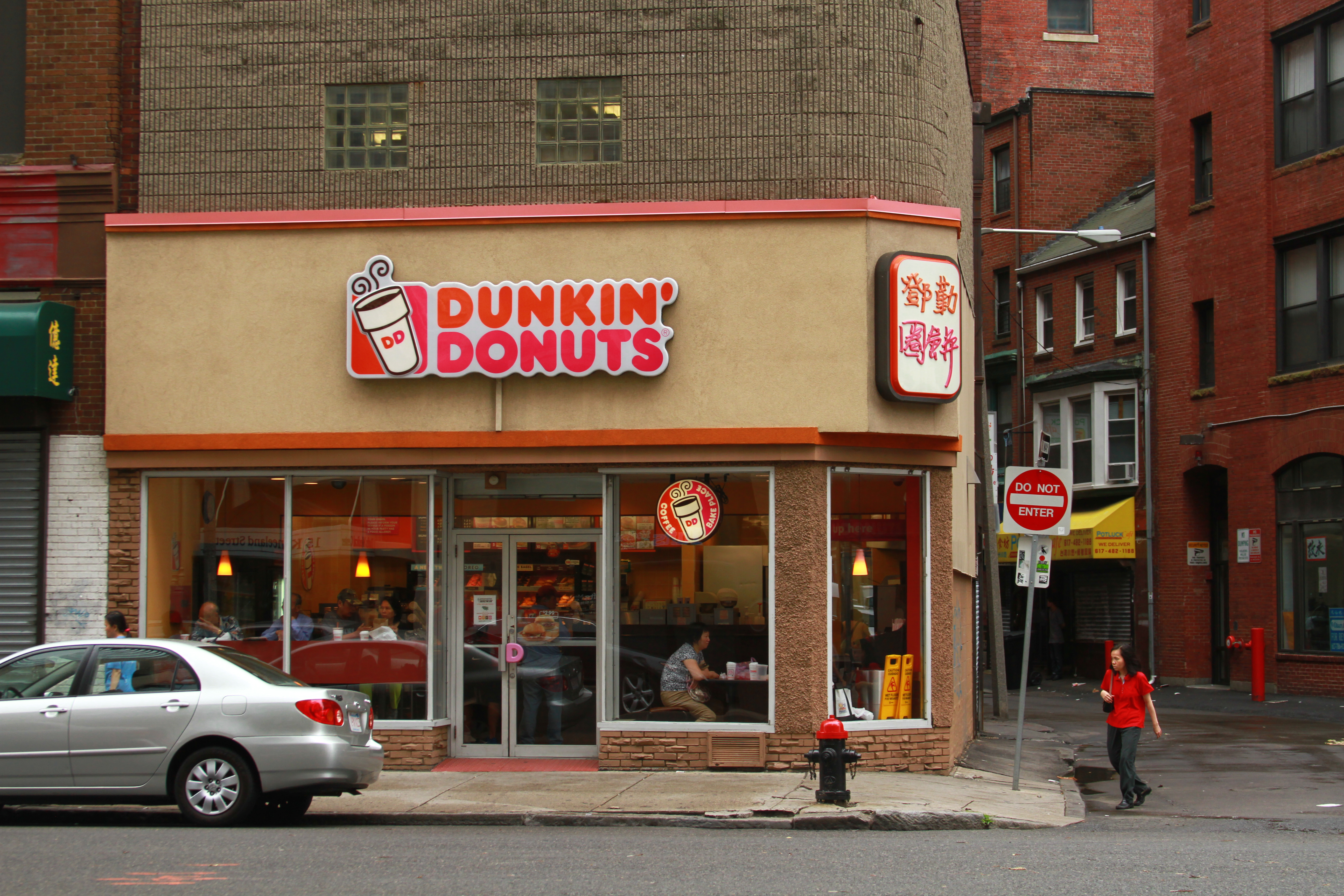
位於美國麻薩諸塞州波士頓唐人街的店面，其中文譯名使用鄧勤圈餅
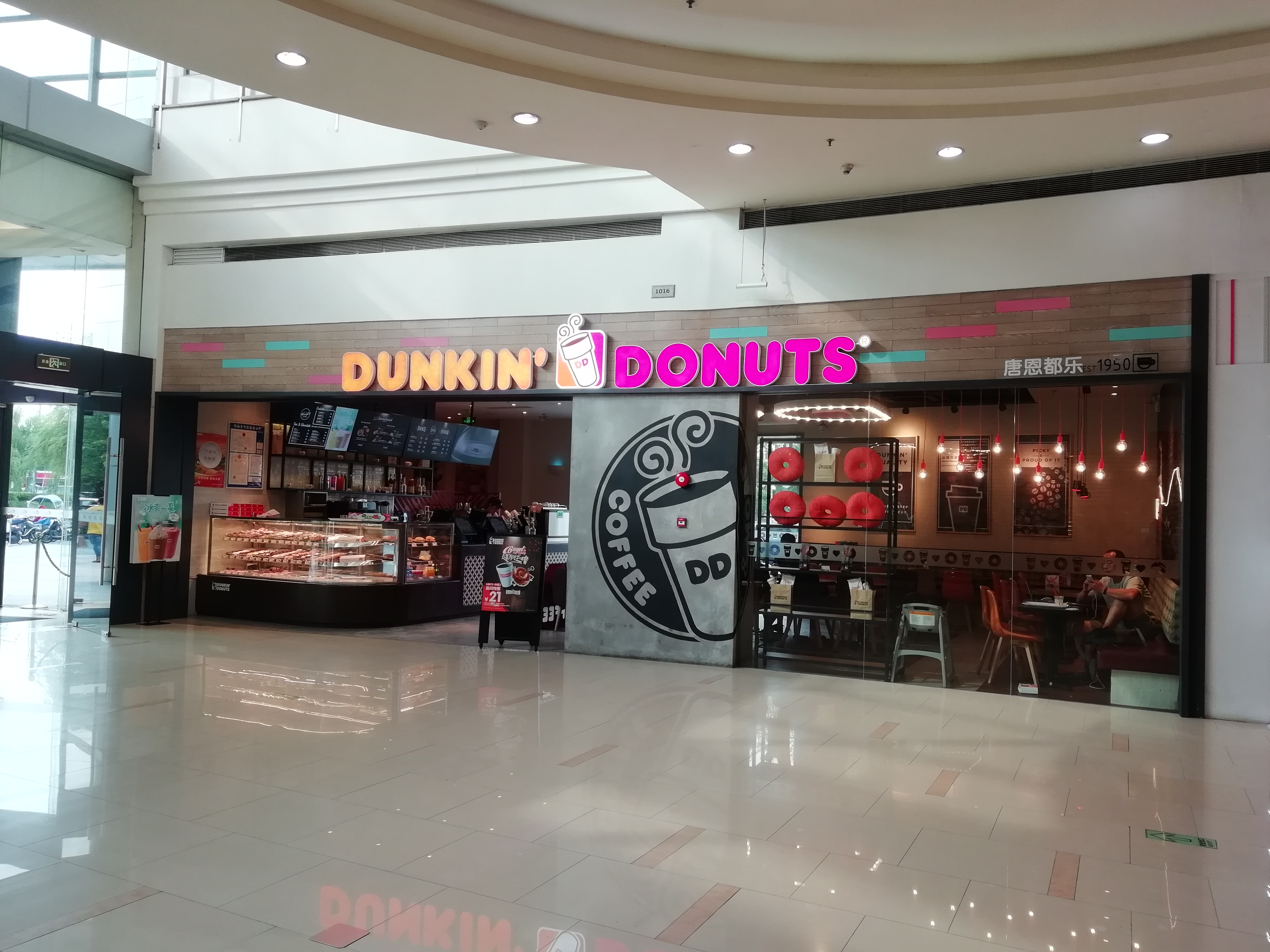
位于中国江苏省苏州市的店面

## 外部連結
- Official website（页面存档备份，存于）